# Lay, Lady, Lay
Lay, Lady, Lay è un brano musicale composto da Bob Dylan e contenuto nel suo album del 1969 Nashville Skyline. Come molte altre canzoni presenti sul disco, Dylan canta il brano con una vellutata voce da crooner, invece che con il suo abituale e caratteristico stile di voce nasale con il quale è normalmente associato. Alla sua uscita la canzone riscosse un notevole successo e nel corso degli anni è diventata una sorta di standard musicale ed è stata reinterpretata da molti altri musicisti.

## Descrizione
Il brano venne fatto uscire come secondo singolo estratto dall'album nel luglio del 1969 e divenne presto uno dei più importanti successi di Dylan negli Stati Uniti, raggiungendo la posizione numero 7 nella classifica di Billboard. Il singolo fece anche meglio in Inghilterra dove raggiunse la posizione numero 5 in classifica. Originariamente, Dylan aveva scritto la canzone su commissione per la colonna sonora del film Un uomo da marciapiede, ma non riuscì a terminarla in tempo per essere inclusa nel film e il regista John Schlesinger usò la canzone di Fred Neil Everybody's Talkin' al posto di quella di Bob. Successivamente Dylan offrì la canzone agli Everly Brothers, facendo loro visita nel backstage di un loro concerto newyorchese, ma Phil Everly, nonostante la carriera del duo fosse in una fase stagnante, rifiutò di incidere il brano per nulla convinto della potenzialità commerciale del pezzo.
Il brano viene spesso eseguito dal vivo da Dylan ed è stato perciò incluso negli album live Hard Rain e Before the Flood. La canzone compare anche sugli album Bob Dylan's Greatest Hits Vol. II, Masterpieces, Biograph, The Best of Bob Dylan, Vol. 1, e The Essential Bob Dylan.
All'inizio Dylan era recalcitrante sul far pubblicare la canzone come singolo, diede il suo assenso solo dietro le insistenze del presidente della Columbia Records Clive Davis. In seguito dichiarò di non aver mai amato troppo la canzone.
Il caratteristico sound "mellifluo" del brano, ebbe origine casualmente in studio quando il batterista Kenny Buttrey chiese a Dylan che tipo di sonorità ritmica volesse per la canzone in procinto di registrarsi. Bob rispose: «Tipo quella dei bonghi», così Buttrey chiese consiglio al produttore Bob Johnston che gli suggerì di usare, oltre ai bonghi, anche un campanaccio. Buttrey trovò un campanaccio mezzo rotto e una coppia di bonghi con i quali diede origine al singolare attacco che contraddistingue l'incisione del brano.

## Formazione
- Bob Dylan - chitarra, armonica, tastiera, voce
- Pete Drake - chitarra pedal steel
- Charlie Daniels - basso, chitarra
- Kenneth A. Buttrey - batteria, bonghi, campanaccio
- Bob Wilson - organo, pianoforte

## Cover
Molte versioni del brano sono state registrate da numerosi artisti nel corso dei decenni, tra gli altri:
- I Byrds come singolo nel 1969
- I Made in Sweden, sull'album Snakes in a Hole del 1969
- Cher, sull'album 3614 Jackson Highway del 1969
- Keith Jarrett, durante una esibizione a Aarhus, in Danimarca.
- Ben E. King, sull'album Rough Edges del 1970
- Gli Isley Brothers, sull'album Givin' it Back del 1971
- Della Reese, sull'album Let Me in Your Life del 1973
- Hoyt Axton, sull'album Fearless del 1976
- Neil Diamond, sull'album Stages: Performances 1970-2002 del 1978
- Kevin Ayers reinterpretò la canzone sui dischi Diamond Jack and the Queen of Pain del 1983 e Deià...Vu del 1984
- Gli Everly Brothers, sull'album EB 84 del 1984
- Richie Havens, sull'album Sings Beatles and Dylan del 1986
- I Booker T. & the MG's, sull'album Time is Tight del 1992
- I Duran Duran sul loro album di cover Thank You del 1995
- I Ministry su un singolo del 1996 estratto dal loro album Filth Pig
- Isaac Hayes, sull'album Tangled Up in Blues: Songs of Bob Dylan del 1999
- Steve Howe, sull'album Portraits of Bob Dylan del 1999
- Eddie and Ernie, sull'album Lost Friends del 2002
- Cassandra Wilson, sull'album Glamoured del 2003
- Gli US Maple, sull'album Purple on Time del 2003
- Magnet e Gemma Hayes, sull'album On Your Side del 2003.
- Buddy Guy (con Anthony Hamilton), sull'album Bring 'Em In del 2005
- The Stands, sull'album compilation Acoustic 05 del 2005
- Maria Muldaur, sull'album Heart of Mine: Love Songs of Bob Dylan del 2006
- Deana Carter, sull'album The Chain del 2006
- Roch Voisine sull'album Americana del 2008
- Bryan Adams sull'album Tracks of My Years del 2014
- Lorrie Morgan in versione reggae sull'album Letting Go... Slow del 2016.